# ASz-73
ASz-73 – radziecki 18-cylindrowy silnik gwiazdowy skonstruowany w biurze konstrukcyjnym Szwiecowa. Silnik zbudowany w układzie podwójnej gwiazdy, chłodzony powietrzem.
Prototyp silnika powstał w 1946 roku. Produkcja seryjna w latach 1947-1957, głównie dla potrzeb ciężkiego bombowca Tu-4. Wyprodukowano około 14 310 egzemplarzy tego silnika.

## Dane techniczne silnika
- Średnica silnika: 1370 mm
- Długość silnika: 2290 mm
- Masa suchego silnika: 1339 kg
- Średnica cylindra: 155,5 mm
- Skok tłoka: 169,9 mm
- Całkowita pojemność silnika: 58,12 dm³
- Stopień sprężania: 6,9

## Zastosowanie
- Tu-4
- Be-6
- samoloty prototypowe: Tu-70, Tu-75 i Tu-80

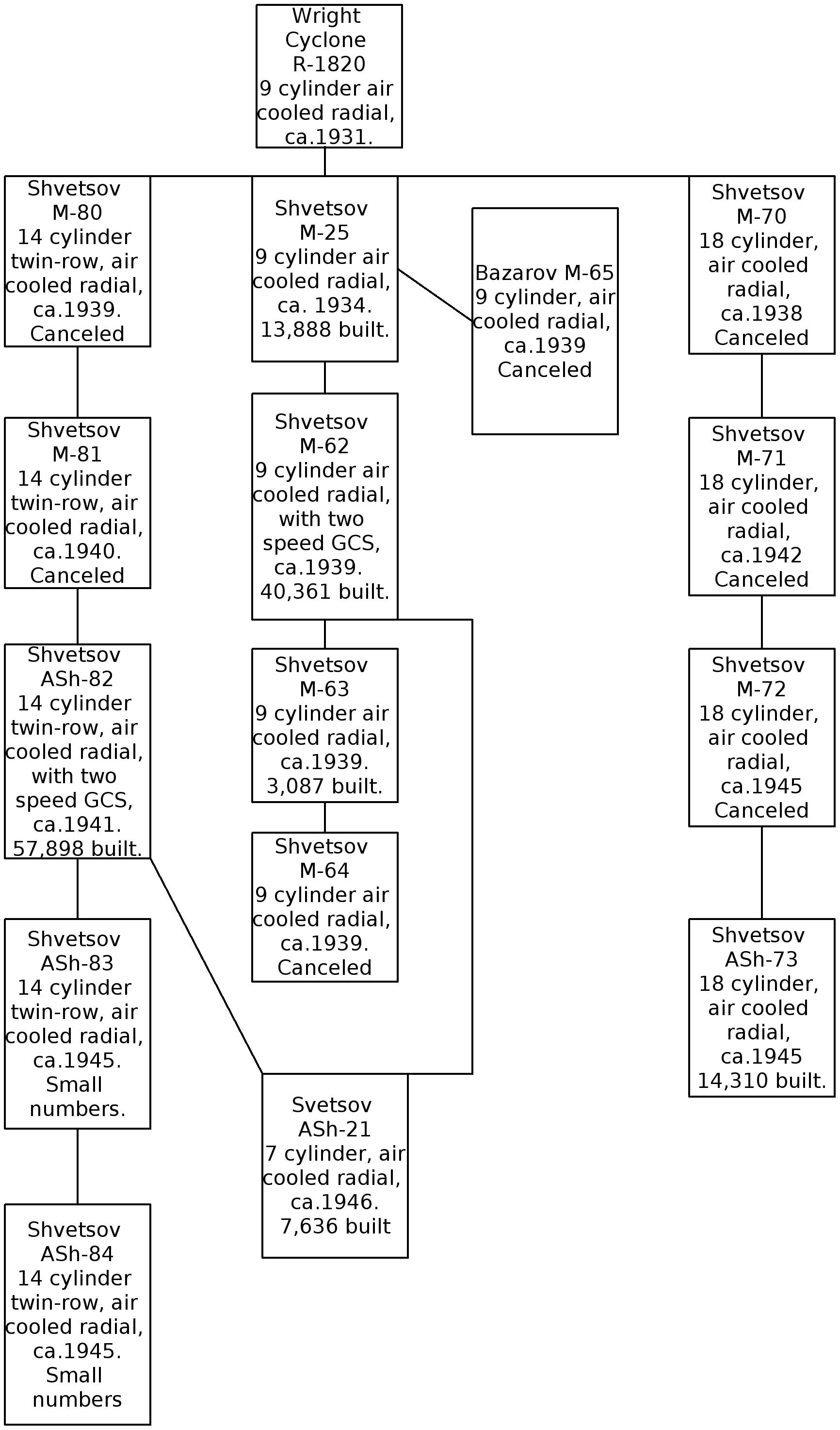
Rozwój silników Arkadija Szwecowa